# Lisa Marie Presley
Lisa Marie Presley (Memphis, 1 de fevereiro de 1968 – Calabasas, 12 de janeiro de 2023) foi uma cantora, compositora, instrumentista e filantropa norte-americana. Era a única filha do cantor Elvis Presley e mãe da atriz Riley Keough.

## Biografia e carreira

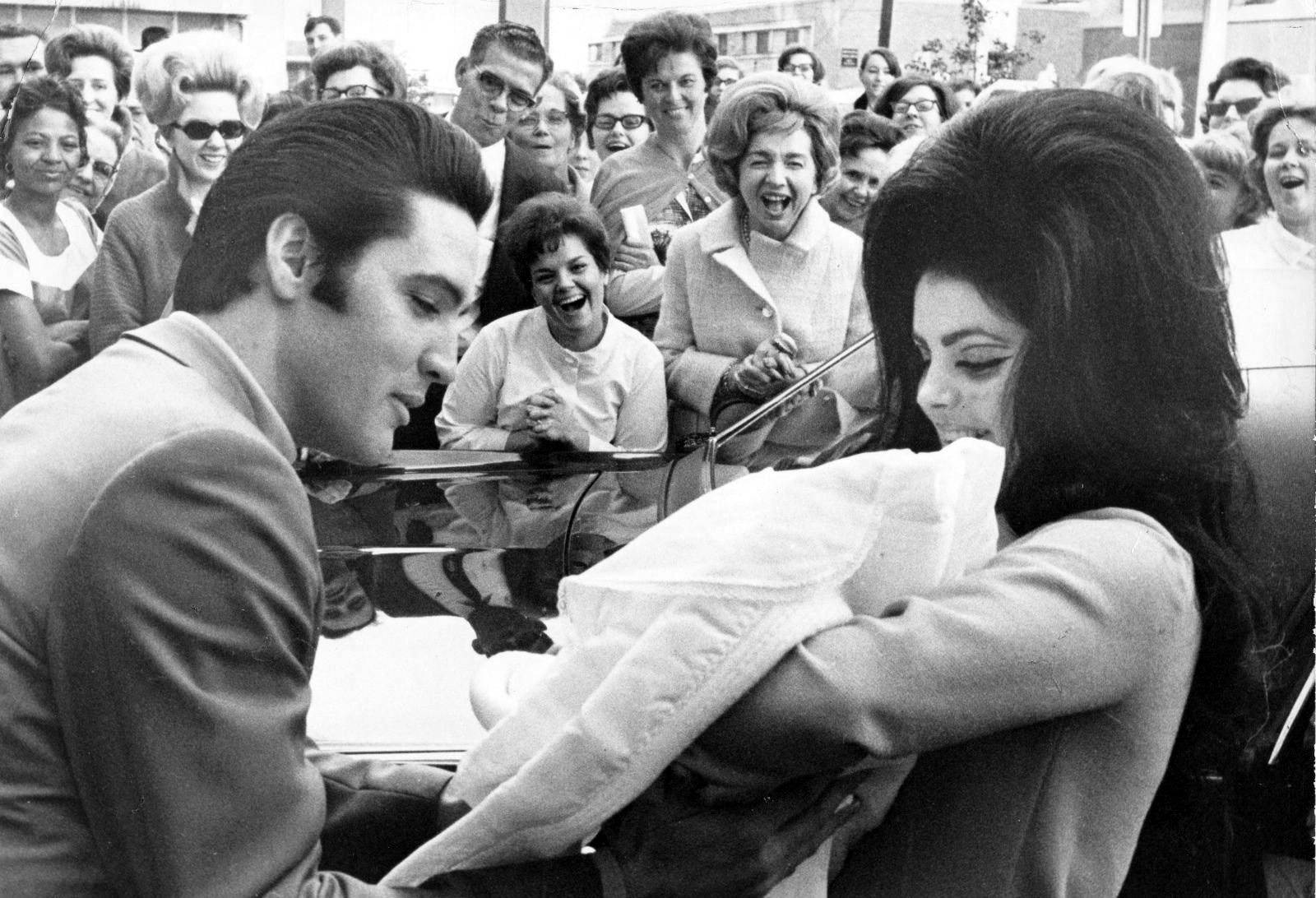
Elvis e Priscilla apresentando a recém-nascida Lisa Marie.

Lisa Marie Presley nasceu em 1º de fevereiro de 1968 no Baptist Memorial Hospital-Memphis em Memphis, Tennessee, sendo filha única do casamento de  Elvis e Priscilla Presley. Ela teve que crescer e formar sua personalidade no meio desse verdadeiro "furacão". Era às vezes mimada pelo pai e muitas vezes repreendida pela mãe.
Aos 9 anos de idade, perdeu seu pai, Elvis. Ela foi umas das primeiras pessoas a ver seu pai morto no chão do banheiro. Após a morte dele, sua guarda passou para sua mãe.
Lisa Marie teria sido agredida sexualmente dos 12 aos 15 anos de idade pelo ator Michael Edwards, que era namorado de sua mãe na época. Em uma entrevista concedida á Revista Playboy em 2003, Lisa revelou que Edwards tinha o costume de invadir seu quarto bêbado e era inapropriado com ela.
Após esses traumas, sua vida privada foi marcada por inúmeros problemas, entre eles, o uso de drogas na adolescência e constantes brigas na família. Seu jeito rebelde de ser, de não aceitar regras e imposições das pessoas sobre sua vida e a maternidade precoce a fizeram amadurecer cedo. Aos 14 anos, Lisa passou a trabalhar e participar de reuniões no espólio de seu pai. Não terminou os estudos que equivalem ao ensino fundamental, nem exerceu nenhuma profissão antes da carreira artística. Ela administrou sua herança desde 2007.
Sua carreira artística começou relativamente tarde. Ela lançou o seu primeiro single já no ano de 2003. Apesar do seu primeiro disco ter conseguido ótimas posições nos Tops Americanos, o que de certo modo não ocorreu com o lançamento seguinte.
Lisa morreu em 12 de janeiro de 2023, aos 54 anos. Ela foi levada ao hospital após sofrer uma parada cardíaca total em sua casa em Calabasas, e ser reanimada por paramédicos. Sua morte foi confirmada por sua mãe, Priscilla, em comunicado oficial enviado à imprensa norte-americana. A causa da morte foi uma obstrução do intestino delgado. Os resultados do relatório toxicológico revelam que havia níveis terapêuticos de oxicodona no sangue. Foi encontrado ainda um segundo opioide - Buprenorfina - que serve para tratar o uso excessivo de opioides. Os opioides podem causar prisão de ventre, o que pode levar à obstrução intestinal. Também havia vestígios de quetiapina, um medicamento antipsicótico. O laudo da autópsia revelou que Lisa morreu em decorrência de complicações de uma cirurgia bariátrica. Um ano após sua morte, sua filha, Riley Keough anunciou em suas redes sociais a publicação de uma biografia de Lisa escrita pela própria, porém que foi terminada por Riley.

## Vida pessoal
Lisa Marie passou por quatro casamentos. O primeiro deles ocorreu em 1988, com o músico Danny Keough. Teve com ele dois filhos: a modelo Danielle Riley Keough, nascida em 29 de maio e Benjamin Storm Presley Keough, nascido em 21 de outubro de 1992, em 12 de julho de 2020 Benjamin cometeu suicidio. O casamento durou pouco mais de seis anos, terminando em 1994.
Logo depois, no dia 26 de maio de 1994, após vinte dias de seu divórcio sair, Lisa Marie casou-se com o cantor Michael Jackson na República Dominicana. A cerimônia durou quinze minutos e então Lisa e Michael, que já se conheciam há alguns anos, selaram o matrimônio.
Lisa e Michael se apresentaram como casal em setembro de 1994 no MTV Music Awards, quando os dois seguiram por uma passarela e logo depois se beijaram. O casamento durou 1 ano e 7 meses, com a separação acontecendo em dezembro de 1995. Lisa Presley entrou com um pedido de divórcio no ano de 1996, alegando ser impossível a reconciliação do casal, sendo o divórcio oficializado em 20 de agosto de 1996.
Após mais de um ano da morte do ex-marido Michael Jackson, Marie decidiu contar tudo o que aconteceu no dia em que ficou sabendo da morte do cantor e revelou fatos de seu casamento com ele.
No ano de 2002, Lisa Presley casou-se com o ator Nicolas Cage, em uma cerimônia feita ao ar livre. Porém, o matrimônio durou três meses e o divórcio saiu em 2004.
No ano de 2006, Lisa Presley casou-se com o guitarrista da sua banda, Michael Lockwood, em uma cerimônia simples e intimista realizada no Japão. Em 8 de outubro de 2008, Lisa teve filhas as gêmeas Harper Vivienne Ann Lockwood (ou Harper Vivienne Presley Lockwood) e Finley Aaron Love Lockwood (ou Finley Aaron Presley Locwood), além disso, voltou aos estúdios em 2012 e gravou seu novo disco Storm and Grace, lançado em 15 de maio do mesmo ano. Porém, o casamento terminou em junho de 2016, após dez anos de união.
Em fevereiro de 2017, agentes da polícia de Beverly Hills encontraram no computador de Michael Lockwood fotografias indecentes e vídeos comprometedores de crianças. As crianças ficaram sob tutela de Priscila até março, altura em que o caso sobe à barra dos tribunais. Lisa e Michael Lockwood se separaram em 2016.

## Morte
A cantora morreu repentinamente, aos 54 anos, "por uma obstrução intestinal causada pelo tecido cicatricial que se formou após uma cirurgia bariátrica realizada há vários anos", afirmaram funcionários de saúde de Los Angeles em um boletim de imprensa divulgado em 14 de janeiro.
"A causa da morte é natural", acrescentaram os especialistas.
A autopsia também detectou em seu sangue um nível "terapêutico" e não perigoso de um opiáceo, a oxicodona, junto com traços de outro analgésico e uma substância para tratar a depressão, mas isso "não contribuiu para sua morte", segundo a imprensa americana.
Lisa Marie, que tinha histórico de dependência de opiáceos e analgésicos, foi encontrada inconsciente em sua casa por seu ex-marido, Danny Keough, em 12 de janeiro. Ela foi enterrada ao lado de seu filho, Benjamin Keough, que se suicidou, aos 27 anos, em 2020.
Em seu funeral, no dia 23 de janeiro de 2023, uma carta emocionante intitulada "A letter to my mama" (em tradução livre, "Uma carta para minha mamãe") de sua filha Riley Keough foi lida por Ben Smith-Petersen, onde ela diz:
"Obrigada por ser minha mãe nesta vida. Sou eternamente grata por ter passado 33 anos com você. Tenho certeza de que escolhi a melhor mãe para mim neste mundo, e sabia disso desde que me lembro de você. Lembro-me de tudo. Lembro-me de você me dando banho quando era bebê. Lembro-me de você me levando na cadeirinha do carro, ouvindo Aretha Franklin. Lembro-me do jeito que você me abraçava quando eu ia para sua cama à noite, e do jeito que você cheirava. Lembro-me de você me levar para tomar sorvete depois da escola na Flórida. Lembro-me de você cantando canções de ninar para mim e para meu irmão à noite, e como você ficava deitado conosco até adormecermos. Lembro-me de como, todas as vezes você sairia da cidade, me traria um jogo de chá novo do Cracker Barrel. Lembro-me de todos os bilhetes que você deixava na minha lancheira todos os dias. Lembro-me da sensação que tinha quando via você me escolhendo da escola e a sensação da sua mão na minha testa. Lembro-me de como era ser amado pela mãe mais amorosa que já conheci. Lembro-me de como era seguro estar em seus braços. Lembro-me dessa sensação quando criança e lembro-me dela há duas semanas, no seu sofá. Obrigado por me mostrar que o amor é a única coisa que importa nesta vida. Espero poder amar minha filha do jeito que você me amou, e do jeito que você amou meu irmão e minhas irmãs. Obrigado por me dar força, meu coração, minha empatia, minha coragem, meu senso de humor, minhas maneiras, meu temperamento, minha selvageria, minha tenacidade. Eu sou um produto do seu coração. Minhas irmãs são um produto do seu coração. Meu irmão é um produto do seu coração. Nós somos você, você somos nós, meu amor eterno. Espero que você finalmente saiba o quanto foi amado aqui. Obrigado por se esforçar tanto por nós. Se eu ainda não te contei todos os dias, obrigado."

## Discografia

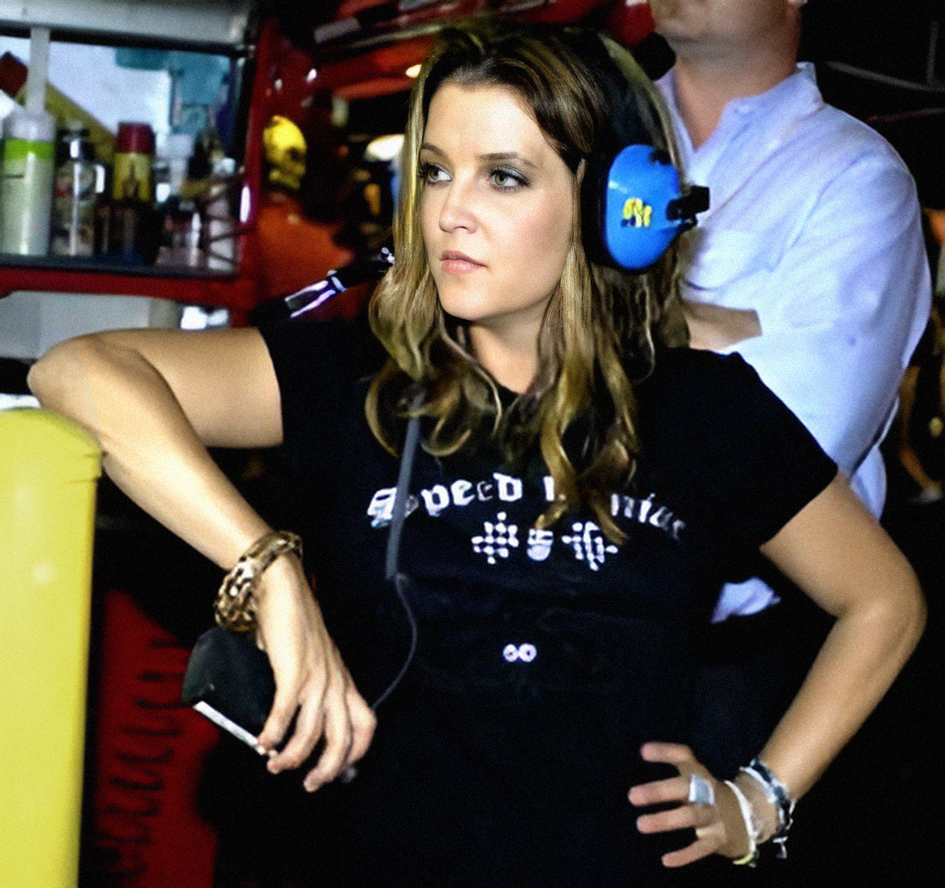
Lisa Marie em 2005

### Álbuns de estúdio
| Título                 | Detalhes                                                                                                | Melhor posição | Melhor posição | Melhor posição | Melhor posição | Certificações  |
| Título                 | Detalhes                                                                                                | EUA            | ALE            | SUI            | UK             | Certificações  |
| ---------------------- | --- | -------------- | -------------- | -------------- | -------------- | -------------- |
| To Whom It May Concern | - Lançamento: 8 de abril de 2003 - Gravadora: Capitol Records - Formatos: CD, download digital          | 5              | 74             | 86             | 52             | - EUA: platina |
| Now What               | - Lançamento: 5 de abril de 2005 - Gravadora: Capitol Records - Formatos: CD, download digital          | 9              | —              | 76             | —              |                |
| Storm & Grace          | - Lançamento: 15 de maio de 2012 - Gravadora: Universal Republic - Formats: CD, vinil, download digital | 45             | —              | —              | —              |                |

### Singles
| Ano  | Single                              | Melhor posição | Melhor posição | Melhor posição | Melhor posição | Melhor posição | Melhor posição | Álbum                  |
| Ano  | Single                              | EUA AC         | EUA Adult      | EUA Pop        | AUS            | NZL            | UK             | Álbum                  |
| ---- | ----------------------------------- | -------------- | -------------- | -------------- | -------------- | -------------- | -------------- | ---------------------- |
| 2003 | "Lights Out"                        | —              | 18             | 34             | 29             | 28             | 16             | To Whom It May Concern |
| 2003 | "Sinking In"                        | —              | —              | —              | —              | —              | —              | To Whom It May Concern |
| 2005 | "Dirty Laundry"                     | 36             | —              | —              | —              | —              | —              | Now What               |
| 2005 | "Idiot"                             | —              | —              | —              | —              | —              | —              | Now What               |
| 2007 | "In the Ghetto" (com Elvis Presley) | —              | —              | —              | —              | —              | —              | Non-album song         |
| 2012 | "You Ain't Seen Nothing Yet"        | —              | —              | —              | —              | —              | —              | Storm & Grace          |

## Livros
- Elvis by the Presleys (com Priscilla Presley) (2005) (ISBN 0-307-23741-9)
- Sem título definido (com Riley Keough) (2024, não lançado)[28]